# Ernst Kurth (Fußballtrainer)

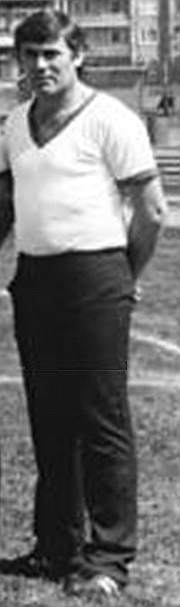
Ernst Kurth (1984)

Ernst Kurth (* 10. Dezember 1941 in Klietz; † 29. Juni 2023 in Suhl) war ein deutscher Fußballspieler und -trainer im Bereich des DDR-Fußball-Verbandes (DFV). Mit der BSG Motor Suhl erreichte er 1984 als Trainer für eine Saison die höchste Spielklasse des DFV, die DDR-Oberliga.
Kurth begann seine Fußball-Laufbahn zunächst als achtjähriger Spieler bei der BSG Einheit Osterburg. Dort spielte er zuletzt 1962/63 in der drittklassigen Bezirksliga Magdeburg. Zur Saison 1963/64 wechselte Kurth zum SC Potsdam in die zweitklassige DDR-Liga. Von 1964 bis 1968 stand er in der Bezirksliga-Mannschaft der BSG Stahl Hennigsdorf.
Noch als Spieler begann Kurth 1965 als Trainer zu arbeiten. Zunächst war er im Nachwuchsbereich von Stahl Hennigsdorf tätig, 1973 übernahm er das Training der 1. Mannschaft, die inzwischen in der DDR-Liga spielte. Mit ihr klopfte er in der Saison 1976/77 erstmals in der Oberliga an, als die Mannschaft Liga-Staffelsieger wurde. In der Aufstiegsrunde zur Oberliga konnte sich Hennigsdorf aber nicht durchsetzen. Nach einem enttäuschenden 8. Platz in der folgenden Saison verließ Kurth im Juni 1978 Hennigsdorf. Zur Saison 1978/79 wurde er Trainer des DDR-Ligisten BSG Chemie Premnitz. Nach zwei Spielzeiten stieg er mit Premnitz 1980 in die Bezirksliga ab.
Mit der Saison 1980/81 übernahm Kurth, der inzwischen auch ein Ingenieurökonom-Studium abgeschlossen hatte, den DDR-Ligisten BSG Motor Suhl. Die Thüringer hatten sich in der vorherigen Spielzeit nur knapp vor dem Abstieg retten können, Kurth gelang es jedoch innerhalb eines Jahres, die Mannschaft zum Staffelsieg zu führen. Aber wie bereits 1977 Stahl Hennigsdorf, konnte sich auch Suhl nicht in der Aufstiegsrunde behaupten. Nach zwei dritten Plätzen 1982 und 1983 gelang dann doch noch der Oberligaaufstieg. Kurth war es gelungen, um die in der Oberliga erfahrenen Walter Jänicke, Klaus Schröder und Erhard Mosert mit talentierten jungen Spielern eine homogene Mannschaft zu formen. Trotzdem reichte das spielerische Niveau für die Erstklassigkeit nicht aus, und mit nur einem Sieg, drei Unentschieden und 22 Niederlagen stieg Motor Suhl nach einem Jahr wieder in die DDR-Liga ab. Kurth übernahm die Mannschaft auch für die neue DDR-Liga-Saison 1985/86, musste aber zum Jahresende 1985 gehen, nachdem die Suhler in den 17 Hinrundenspielen sieben Niederlagen hatten hinnehmen müssen und nur vier Siege erreicht hatten.
Im Januar 1986 wurde Kurth Trainer der DDR-Liga-Mannschaft von Motor Babelsberg. Während die Mannschaft 1985 noch Dritter geworden war, versank sie unter Kurth in den folgenden Jahren im Mittelfeld und erreichte 1988 mit Platz 11 ihren Tiefpunkt. Daraufhin trennte sich BSG Motor Babelsberg von Kurth, der anschließend nicht mehr im höherklassigen Fußball tätig wurde.
Kurth starb am 29. Juni 2023 nach kurzer, schwerer Krankheit im Alter von 81 Jahren in Suhl.